# Sheboygan Red Skins 1950-1951
La stagione 1950-51 degli Sheboygan Red Skins fu l'unica nella NPBL per la franchigia.
Gli Sheboygan Red Skins vinsero la Eastern Division con un record di 29-16. Visto che i play-off non vennero disputati i Red Skins, che vantavano il miglior record della lega, reclamarono il titolo.

## Roster
| N° | Naz.                   | Ruolo | Sportivo         | Anno | Alt. | Peso |
| -- | ---------------------- | ----- | ---------------- | ---- | ---- | ---- |
|    | Stati Uniti (bandiera) | AC    | Bob Brannum      | 1925 | 196  | 98   |
|    | Stati Uniti (bandiera) | A     | Clarence Brannum | 1926 | 196  | 98   |
|    | Stati Uniti (bandiera) | G     | Jack Burmaster   | 1926 | 191  | 86   |
|    | Stati Uniti (bandiera) | G     | George Bush      | 1926 | 188  | 84   |
|    | Stati Uniti (bandiera) | A     | Buddy Cate       | 1926 | 198  | 88   |
|    | Stati Uniti (bandiera) | GA    | Bobby Cook       | 1923 | 178  | 70   |
|    | Stati Uniti (bandiera) | C     | Nate DeLong      | 1926 | 198  | 98   |
|    | Stati Uniti (bandiera) | G     | Arnie Flinn      | 1928 | 188  | 79   |
|    | Stati Uniti (bandiera) | G     | John Givens      | 1926 | 183  | 77   |
|    | Stati Uniti (bandiera) | AC    | Max Morris       | 1925 | 188  | 88   |
|    | Stati Uniti (bandiera) | AC    | Wally Osterkorn  | 1928 | 196  | 93   |
|    | Stati Uniti (bandiera) | A     | John Pilch       | 1925 | 193  | 84   |

## Staff tecnico
- Allenatore: Ken Suesens